# Niklas Multerer
Niklas Multerer (* 12. Februar 1988 in Freiburg) ist ein deutscher Degenfechter.
Der deutsche Einzel- (2018) und Mannschaftsmeister (2011, 2014 und 2016) erreichte 2015 den 8. Platz beim Heidenheimer Pokal im Einzel und in Paris mit der Mannschaft den zweiten Platz. In diesem Jahr war er nominiert für die Weltmeisterschaften 2015 in Moskau. Einen Achtungserfolg errang er 2019 beim Grand Prix in Doha mit dem Sieg über Olympiasieger Ruben Limardo Gascon aus Venezuela.